# 小倉千加子
小倉 千加子（おぐら ちかこ、1952年2月18日 - ）は、日本の心理学者・フェミニスト・保育士。専攻は女性学、ジェンダー論、心理学。

## 来歴・人物
大阪府出身。早稲田大学大学院文学研究科心理学専攻博士課程修了。大阪成蹊女子短期大学、愛知淑徳大学文化創造学部教授を経て、2005年から執筆・講演活動に専念する。聖心女子大学文学部・早稲田大学法学部非常勤講師をつとめる。
1995年、「空間恐怖の精神病理に関する一考察－ジェンダー論的空間分離モデルの試み」で神戸大学から医学博士の学位を取得。 最初の著書『セックス神話解体新書』（1988年）において「男女間のセックス自体が男性による女性支配である」という主張を行なった。また、男女の婚姻に強く反対し、結婚制度だけではなく事実婚にも反対している。その後は、女性アイドル論や芸能人の人物分析などを行っていた。
『草むらにハイヒール 内から外への欲求』では、上野千鶴子を「女性をあまりに単純なものに還元している」と批判したほか、育児の社会化を名目に長時間保育を認めることによって、子どもという弱者が家庭で過ごす権利を奪っているのではないかと疑問を呈した。

### ジョン・マネーの実験について
小倉は『セックス神話解体新書』の中で、ジョン・マネーの実験（割礼の時の事故でペニスを損傷した男児を性転換手術と教育で女性に改造するという内容）を取り上げた。マネーは、「ジェンダーは文化的なものである」という理論を証明する成功例として、この実験を喧伝していた。しかし、後に追跡研究が行われ、手術を受けた少年は、成人後に実験の心的外傷により数々の苦労を重ねた後に男性に戻り、最後には自殺したことが判明した。このため、同書は根本的な誤謬を抱えたものとして批判されたが、小倉は『セクシュアリティの心理学』で「マネーの性転換手術はわずかに遅すぎた可能性がある」「マネーの指示した通りの教育が行われなかった」「マネーはフェミニストとして評価すべき学者なのだろうか」と回答している。また『セックス神話解体新書』では、狼に育てられた少年の例を取り上げているが、そのような少年少女は実在しなかったというのが現在の定説である。

## 著書
- 『セックス神話解体新書』学陽書房、1988年（のちちくま文庫）
- 『松田聖子論』飛鳥新社、1989年（のち朝日文庫）
- 『風を野に追うなかれ』講談社、1989年（のち学陽書房女性文庫）
- 『女の人生すごろく』筑摩書房、1990年（のちちくま文庫）
- 『アイドル時代の神話』朝日新聞社、1990年（のち朝日文庫）
- 『対談・偽悪者のフェミニズム』学陽書房、1991年
- 『アイドル時代の神話　part2』朝日新聞社、1991年
- 『アイドル時代の神話　完結編』朝日新聞社、1992年
- 『セクシュアリティの心理学』有斐閣選書、2001年
- 『結婚の条件』朝日新聞社、2003年（のち朝日文庫）
- 『17歳。 モット自由ニナレルハズ』PHP研究所、2004年
- 『「赤毛のアン」の秘密』岩波書店、2004年（のち岩波現代文庫）
- 『シュレーディンガーの猫 パラドックスを生きる』いそっぷ社、2005年
- 『ナイトメア』岩波書店、2007年
- 『オンナらしさ入門（笑）』理論社、よりみちパン!セ、2007年（のちイースト・プレス）
- 『宙飛ぶ教室』朝日新聞社、2007年
- 『男よりテレビ、女よりてれび』朝日新聞出版、2008年
- 『結婚の才能』朝日新聞出版、2010年
- 『醤油と薔薇の日々』いそっぷ社、2013年
- 『草むらにハイヒール 内から外への欲求』いそっぷ社、2020年2月

### 共著
- 『性差の発達心理』東清和 大日本図書（現代心理学ブックス） 1982年
- 『性役割の心理』東清和 大日本図書 （現代心理学ブックス） 1984年
- 『男流文学論』（上野千鶴子・富岡多恵子との鼎談）筑摩書房、1992年（のちちくま文庫）
- 『ジェンダーの心理学』東清和共編 早稲田大学出版部 2000年
- 『ザ・フェミニズム』（上野千鶴子との対談）筑摩書房、2003年（のちちくま文庫）
- 『幸福論』中村うさぎとの対談 岩波書店 2006年
- 『うつ時代を生き抜くには 人間通になるために』斎藤由香共著 フォー・ユー、日本実業出版社 2010年